# Landratsamt Brake
| Basisdaten                           | Basisdaten                                         |
| ------------------------------------ | -------------------------------------------------- |
| Bestandszeitraum                     | 1879–1927 (Verwaltungsamt) 1927–1932 (Landratsamt) |
| Verwaltungssitz                      | Brake i. Lippe                                     |
| Fläche                               | 158 km² (1910)                                     |
| Einwohner                            | 24.395 (1910)                                      |
| Bevölkerungsdichte                   | 154 Einw./km² (1910)                               |
| Gemeinden                            | 34 (1910)                                          |
|                                      |                                                    |
| Lippe am Anfang des 20. Jahrhunderts |                                                    |

Das Landratsamt Brake war von 1927 bis 1932 ein Verwaltungsbezirk im Freistaat Lippe mit Sitz in Brake i. Lippe. Es ging aus dem Verwaltungsamt Brake hervor, das 1879 im Fürstentum Lippe eingerichtet worden war.

## Geschichte
1879 wurden im Fürstentum Lippe fünf Verwaltungsämter gebildet, darunter im Norden des Fürstentums das Verwaltungsamt Brake. Es deckte ungefähr das Gebiet der heutigen Gemeinden Lemgo, Kalletal, Dörentrup, Extertal und Barntrup im Kreis Lippe ab. Die Städte Barntrup und Lemgo blieben amtsfrei und gehörten dem Verwaltungsamt nicht an. Das Verwaltungsamt war in die vier Ämter Brake, Hohenhausen, Sternberg-Barntrup und Varenholz untergliedert.
1919 wurde aus dem Fürstentum Lippe der Freistaat Lippe. Durch das Lippische Gemeindeverfassungsgesetz von 1927 wurde zum 1. April 1928 das Verwaltungsamt Brake zum Landratsamt Brake erhoben. Da die lippischen Landratsämter während der Weltwirtschaftskrise nicht mehr in der Lage waren, die Kosten der Arbeitslosen- und Krisenfürsorge zu finanzieren, wurde am 14. Oktober 1931 eine Verordnung zur Gliederung des Freistaats Lippe in zwei Kreise erlassen. Zum 1. April 1932 wurde das Landratsamt Brake aufgelöst und mit dem Landratsamt Schötmar sowie den Städten Barntrup, Schötmar und Oerlinghausen zum neuen Kreis Lemgo zusammengefasst. 1934 wurden auch noch die Städte Lemgo und Bad Salzuflen in den neuen Kreis eingegliedert, dessen Kreisverwaltung im Schloss Brake ansässig war.

## Einwohnerentwicklung
|           | Verwaltungsamt Brake |        |        |
| Jahr      | 1895                 | 1910   | 1925   |
| Einwohner | 31.232               | 33.291 | 33.253 |

## Gemeinden
Gemeinden des Verwaltungsamts Brake mit mehr als 1.000 Einwohnern (Stand 1925):
| Gemeinde       | Einwohner |
| -------------- | --------- |
| Asmissen       | 1.139     |
| Brake i. Lippe | 1.175     |
| Bösingfeld     | 1.650     |
| Hillentrup     | 1.444     |
| Hohenhausen    | 1.123     |
| Humfeld        | 1.010     |
| Lieme          | 1.355     |
| Voßheide       | 1.126     |